# Helmut Niedermayr
Helmut Niedermayr va ser un pilot de curses automobilístiques alemany que va arribar a disputar curses de Fórmula 1.
Va néixer el 29 de novembre del 1915 a Múnic, Alemanya, i va morir el 3 d'abril del 1985 a Christiansted, Saint Croix, Illes Verges, Estats Units.

## A la F1
Va debutar a la tercera temporada de la història del campionat del món de la Fórmula 1, la corresponent a l'any 1952, disputant el 3 d'agost el GP d'Alemanya, que era la sisena prova del campionat.
Helmut Niedermayr no va arribar a participar en cap més cursa puntuable pel campionat de la F1, però fora de la F1 si que va disputar nombroses curses, aconseguint com a fet més destacable un segon lloc a les 24 hores de Le Mans del 1952.

## Resultats a la Fórmula 1
| Any  | Equip             | Xassís | Motor | 1   | 2   | 3   | 4   | 5   | 6     | 7   | 8   | Posició | Punts |
| ---- | ----------------- | ------ | ----- | --- | --- | --- | --- | --- | ----- | --- | --- | ------- | ----- |
| 1952 | Helmut Niedermayr | AFM    | BMW   | SUI | 500 | BEL | FRA | GBR | ALE 7 | HOL | ITA | -       | 0     |

### Resum
| Curses: | Victòries: | Pòdiums: | Poles: | Voltes ràpides: | Punts: |
| ------- | ---------- | -------- | ------ | --------------- | ------ |
| 1       | 0          | 0        | 0      | 0               | 0      |